# Cellebrite
Cellebrite és una empresa d'intel·ligència digital israeliana que proporciona eines per a l'aplicació de la llei federal, estatal i local, així com per a empreses i proveïdors de serveis per recopilar, revisar, analitzar i gestionar dades digitals. El 8 d'abril de 2021, Cellebrite va anunciar plans per sortir a borsa mitjançant una fusió amb una empresa de xecs en blanc, valorant l'empresa en aproximadament 2.400 milions de dòlars. La seva sèrie de productes insígnia és Cellebrite UFED.

## Visió general
Cellebrite té la seu a Petah Tikva, Israel. Té catorze oficines a tot el món, inclosos centres de negocis a Washington, DC, EUA, Múnic, Alemanya i Singapur. Cellebrite és una filial de propietat total de Sun Corporation (JASDAQ) amb seu a Nagoya, Japó.
El 2017, la divisió de Cicle de Vida Mòbil de Cellebrite va ser reanomenada Mobilogy.
Mobiology produeix maquinari i programari per a la transferència de dades de telèfon a telèfon, còpies de seguretat, distribució de programari electrònic d'aplicacions mòbils i eines d'anàlisi de dades. Els productes de mobilitat són utilitzats per diversos operadors mòbils i es despleguen en punts de venda al detall sense fil. Mobiology treballa amb fabricants de telèfons mòbils per garantir la compatibilitat
 abans que els dispositius es llancin al públic.
La divisió forense mòbil de Cellebrite es va establir l'any 2007 i produeix eines forenses i d'intel·ligència digitals per a les forces de l'ordre, les agències d'intel·ligència, les branques militars, la seguretat i les investigacions corporatives, els despatxos d'advocats; i examinadors forenses digitals privats.

## Història
Cellebrite es va establir a Israel el 1999 per Avi Yablonka, Yaron Baratz i Yuval Aflalo.
Ron Serber es va unir a Cellebrite el 2001 i Yossi Carmil es va incorporar el 2004. Des del 2005, tots dos van exercir com a co-CEO fins que Ron Serber va deixar l'empresa el 2020.
Yossi Carmil és l'actual conseller delegat de l'empresa.
Cellebrite va fabricar per primera vegada maquinari i programari que oferia dispositius compressius de transferència de dades de telèfon a telèfon, sincronització de contactes i eines de transferència de contingut per a telèfons mòbils, destinats al personal de vendes i suport de l'operador sense fil a les botigues al detall.
L'any 2007, Cellebrite va establir una divisió independent dirigida a la indústria forense mòbil.
Aquell any, Cellebrite va ser adquirida per FutureDial Incorporated i un dels seus principals accionistes, Sun Corporation al Japó. Avui Sun Corporation és l'accionista més gran de Cellebrite. El 2019, Israeli Growth Partners (IGP) va invertir 110 milions de dòlars a Cellebrite.
El 2020, Cellebrite va adquirir BlackBag Technologies, una empresa forense centrada en la informàtica forense. L'adquisició va permetre a Cellebrite ampliar la seva oferta de solucions d'intel·ligència digital per incloure eines de recollida de dades des d'ordinadors.
El 2021, Cellebrite va anunciar un acord de combinació de negocis i un pla de fusió amb TWC Tech Holdings II Corporation. Un cop finalitzat, Cellebrite es convertiria en una empresa que cotitza en borsa al Nasdaq amb el nou símbol de ticker, "CLBT"; S'espera que el valor patrimonial implícit proforma de Cellebrite després de la fusió sigui d'aproximadament 2.400 milions de dòlars.

## Tecnologia
El 2019, Cellebrite va anunciar una nova versió de l'UFED, anomenada UFED Premium. La companyia va afirmar que pot desbloquejar dispositius iOS, inclosos els que tenen iOS 12.3 i telèfons Android com el Galaxy S9.
El 2021, Moxie Marlinspike, creador de l'aplicació de missatgeria xifrada Signal, va assenyalar una sèrie de vulnerabilitats al programari UFED i Physical Analyzer de Cellebrite que permetien l'execució de codi arbitrari en ordinadors Windows que executaven el programari. Una de les explotacions que va detallar va implicar que l'UFED escanejava un fitxer amb un format especial que es podia utilitzar per executar codi arbitrari a l'ordinador que executava l'UFED. Marlinspike va escriure que el codi podria "[modificar] no només l'informe Cellebrite que s'està creant en aquesta exploració, sinó també tots els informes Cellebrite generats anteriorment i futur de tots els dispositius escanejats anteriorment i tots els dispositius escanejats futurs de qualsevol manera arbitrària". Marlinspike també va trobar que el programari Cellebrite s'incloïa amb fitxers DLL FFmpeg obsolets des del 2012, que no tenien més de 100 actualitzacions de seguretat posteriors. També es van trobar paquets d'⁣instal·lador de Windows, extrets de l'instal·lador de Windows per a iTunes i signats per Apple, que, segons va dir, plantejaven problemes legals. Cellebrite va respondre que l'empresa "es compromet a protegir la integritat de les dades dels nostres clients, i que auditem i actualitzem contínuament el nostre programari per tal d'equipar als nostres clients amb les millors solucions d'intel·ligència digital disponibles". L'informe de Signal va seguir un anunci de Cellebrite l'any 2020 que havia desenvolupat tecnologia per trencar missatges xifrats a l'aplicació Signal, una afirmació que la companyia va retractar i va minimitzar més tard.
L'anunci de Marlinspike va plantejar preguntes sobre la integritat de les dades extretes pel programari, i va impulsar a Cellebrite a corregir algunes de les vulnerabilitats trobades per Signal i a eliminar el suport total per a l'anàlisi dels iPhones.

## Assistència a l'aplicació de la llei
L'abril de 2011, el capítol de Michigan de la Unió Americana de Llibertats Civils va qüestionar si els soldats de la Policia Estatal de Michigan (MSP) estaven utilitzant UFED Cellebrite per dur a terme escorcolls il·legals als telèfons mòbils dels ciutadans. Després de la seva negativa a concedir la sol·licitud de la Llei de llibertat d'informació de 2008 de l'ACLU de Michigan tret que l'organització pagués 544.000 dòlars per recuperar els informes, MSP va emetre un comunicat afirmant que va respectar la quarta esmena en la cerca de dispositius mòbils.
El març de 2016, es va informar que Cellebrite es va oferir a desbloquejar un iPhone implicat en la disputa d'encriptació entre l'FBI i Apple. Més tard, després que l'FBI anunciés que havia accedit amb èxit a l'iPhone gràcies a un tercer. Un informe de premsa afirmava que Cellebrite havia ajudat a desbloquejar el dispositiu, cosa que una font de l'FBI va negar.
Un abocament de dades del 2017 suggereix que Cellebrite va vendre els seus productes d'extracció de dades a Turquia, els Emirats Àrabs Units i Rússia.
El 16 de setembre de 2020, Haaretz va informar com Cellebrite havia proporcionat a l'Aràbia Saudita serveis de pirateria de telèfons mòbils. El personal de Cellebrite va exigir als saudites que enviessin un representant del govern per reunir-se amb un dels seus empleats a l'⁣aeroport internacional King Khalid de Riad. Arran de la demanda, un representant de Cellebrite va viatjar a Riad el novembre de 2019 per un intent de pirateria en un telèfon en poder d'un empleat del Ministeri de Justícia saudita. El representant de Cellebrite va demanar a les autoritats que el deixin passar pel control de passaports sense que se li segellin el passaport ni es revisin els seus equips electrònics, mentre romangués només sota la seva possessió. El pirata informàtic havia de dirigir-se a una habitació d'hotel aïllada de l'aeroport, on estava previst que el procés s'executés sense cap vigilància electrònica. El representant de Cellebrite va tornar llavors a l'aeroport de Riad per volar de tornada a Londres.
El 2017, Cellebrite va signar un contracte amb el Servei de Control de Duanes i Immigració dels Estats Units (ICE) dels EUA per 2,2 milions de dòlars. El 24 de juny de 2019, es va signar un altre contracte amb l'ICE per entre 30 i 35 milions de dòlars. El contracte de 2019 era per a "dispositius d'extracció forense universal (UFED), llicències d'accessoris, serveis de formació i suport" per un any, amb opció de pròrroga fins a cinc anys.

### Hong Kong
L'agost de 2020, MIT Technology Review va informar que Cellebrite va vendre els seus serveis a la Comissió de Policia de Hong Kong per utilitzar-los per desbloquejar els telèfons dels manifestants detinguts durant les protestes de Hong Kong del 2019-2020. A partir del 7 d'octubre de 2020, la companyia va anunciar que deixaria de vendre les seves solucions i serveis als clients de Hong Kong i la Xina a conseqüència d'un canvi en la normativa dels EUA.

### Europa de l'est
El programa UFED de Cellebrite es va utilitzar per perseguir l'oposició democràtica a Belarús i Rússia. El març de 2021, després de descobrir que la tecnologia s'utilitzava en l'afer Lyubov Sobol, un activista de Jerusalem va presentar una demanda contra l'empresa al Tribunal Suprem d'Israel. La companyia va anunciar la terminació de la cooperació amb Rússia i Belarús poc després.

### Cas Henry Borel
El març de 2021, la Policia Civil de l'estat de Rio de Janeiro va obrir una investigació sobre la misteriosa mort de Henry Borel, de 4 anys. El padrastre del nen Jairinho i la seva mare Monique Medeiros van ser detinguts per obstaculitzar la investigació de la mort del nen i estaven investigats per homicidi. La policia de Rio de Janeiro va utilitzar dispositius Cellebrite per extreure missatges de WhatsApp esborrats entre Jairinho, Medeiros i la mainadera de Henry, que el departament va descriure com "evidència tècnica essencial" per al cas.

### Freeland i tràfic de fauna
L'octubre de 2018, Freeland, una organització global sense ànim de lucre que lluita contra el tràfic de vida salvatge i persones, va ser convocada per ajudar en una investigació de la policia tailandesa sobre dos homes vietnamites sospitosos de tràfic de vida salvatge. Els experts forenses de Freeland van ser enviats al lloc dels fets per oferir formació en el lloc de treball. Utilitzant dispositius Cellebrite, la policia va descobrir proves que els coordinadors de caça furtiva havien arribat a Tailàndia per patrocinar la caça selectiva a Tailàndia, Malàisia i possiblement Myanmar.

### Policia de Leicestershire
El novembre de 2015, Kayleigh Haywood, de 15 anys, de Measham, Leicestershire, va ser trobada morta. La policia de Leicestershire va utilitzar un dispositiu Cellebrite per desbloquejar el telèfon intel·ligent molt danyat de Kayleigh, la qual cosa els va portar a saber amb qui havia estat parlant i el seu parador. Aquesta evidència va descobrir l'assassí de Kayleigh, Stephen Beardman, i el seu perruquer, Luke Harlow, i va aclarir un sospitós que no estava a prop de l'escena del crim en el moment del seu assassinat.

## Infraccions de seguretat
El 12 de gener de 2017, es va informar que un pirata informàtic desconegut havia adquirit 900 GB de dades confidencials dels servidors externs de Cellebrite. L'⁣abocament de dades inclou suposats noms d'usuari i contrasenyes per iniciar sessió a les bases de dades de Cellebrite connectades al domini my.cellebrite de l'empresa i també conté el que semblen ser fitxers de proves de telèfons mòbils confiscats i registres de dispositius Cellebrite. Les dades abocades van suggerir que Cellebrite va vendre els seus productes d'extracció de dades a països com Turquia, els Emirats Àrabs Units i Rússia.